# Мигел Брито
Мигел Брито је био боливијски фудбалер, који је играо на позицији везног играча.

## Каријера
Током каријере учествовао је за репрезентацију Боливије на ФИФА Светском купу 1930. године. Каријеру у клупском фудбалу провео је у Оруро Ројал.